# Cephaloziella godajensis
Cephaloziella godajensis là một loài rêu tản trong họ Cephaloziellaceae. Loài này được (Stephani) S. Hatt. miêu tả khoa học lần đầu tiên năm 1948.